# L'Échappée belle (film, 2015)
Pour les articles homonymes, voir L'Échappée belle.
Pour plus de détails, voir Fiche technique et Distribution.
L'Échappée belle est un film français réalisé par Émilie Cherpitel, sorti le 17 juin 2015.
Tourné à Saint-Montan, dans le département de l'Ardèche et produit par Elianeantoinette et distribué par Pyramide Distribution, ce film, qui a pour principaux interprètes Clotilde Hesme, Florian Lemaire, Yannick Choirat et Clotilde Courau a été inspiré par la citation de Paul Éluard : « Il n'a pas de hasards, que des rendez-vous ».

## Synopsis
Il est 5 heures du matin, à une terrasse de café, Léon s’assoit à la table d'Éva et lui demande un chocolat chaud. Il a 11 ans et ne connaît pas ses parents. Elle a 35 ans et pas d’enfant. Elle est libre, fantasque et mène une vie de privilégiée. Il est malin, sage et vit dans un foyer. Ils ne vont plus se quitter. 

## Fiche technique
- Titre original : L'Échappée belle
- Réalisation : Émilie Cherpitel
- Scénario : Émilie Cherpitel
- Produit par : Candice Zaccagnino
- Image : Laurent Machuel, AFC
- Montage : Guerric Catala
- Musique originale : Jonathan Morali
- Son : Cyril Moisson, Katia Boutin, Cyril Holtz
- Casting : Ophélie Gelber & Nathalie Cheron, Lucciana de Voque
- Script : Céline Savoldelli
- 1er assistant réalisateur : Romaric Thomas
- Régie : Caroline Ruelle
- Décors : Samantha Gordowski
- Costumes : Laurence Chalou
- Maquillage : Anouck  Sullivan
- Directeur de production : Christophe Grandière
- Société de production : ElianeAntoinette
- Distributeur : Pyramide Distribution
- Pays d'origine :  France
- Genre : drame, aventures
- Durée : 90 minutes
- Dates de sortie :
  -  France : 17 juin 2015

## Distribution
- Clotilde Hesme : Eva
- Florian Lemaire : Léon
- Yannick Choirat : Simon
- Peter Coyote : le père
- Keziah Jones : John
- Clotilde Courau : Lucie
- Frédéric Beigbeder : Richard
- Idit Cebula : la psychiatre
- Joséphine de La Baume : Simone
- Victoria Olloqui : Dolores
- David Serero : le crooner Italien
- Guillaume Toucas : le vendeur
- Guillaume Briat : le chauffeur de taxi
- Dimitri Rataud : le serveur
- Grégoire Bonnet : le psychiatre du centre
- Mona Heftre : la mère d'Eva